# Ramelsloher
Ramelsloher sind eine Rasse des Haushuhns. Sie sind eine deutsche Züchtung, die seit 1870 besteht und in dem Dorf Ramelsloh in der Nähe von Hamburg entstanden ist.
Sie wurden gezüchtet, indem man das Vierländer Landhuhn mit Spanier, Andalusier und Cochin kreuzte.
Die Hähne erreichen ein Gewicht von 2,5 bis 3 kg, die Hennen ein Gewicht von 2 bis 2,5 kg. Ihre Legeleistung liegt im ersten Jahr bei 170 Eiern. Es gibt zwei Farbschläge, Weiß und Gelb. Die Ramelsloher haben den Gefährdungsgrad Kategorie I (extrem gefährdet) in der Roten Liste der Gesellschaft zur Erhaltung alter und gefährdeter Haustierrassen.

## Kennzeichen
- Große, kräftige Landhühner
- Lebhafte und zutrauliche Art
- Schieferblauer Schnabel und Beine

## Bilder

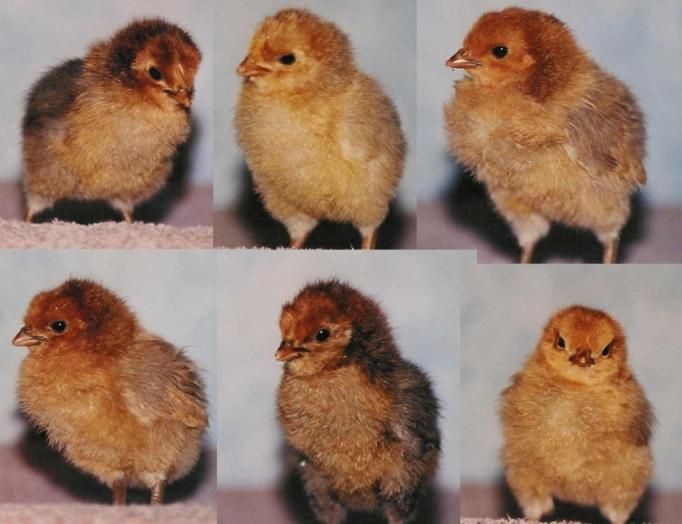
Gelbe Ramelsloher Küken
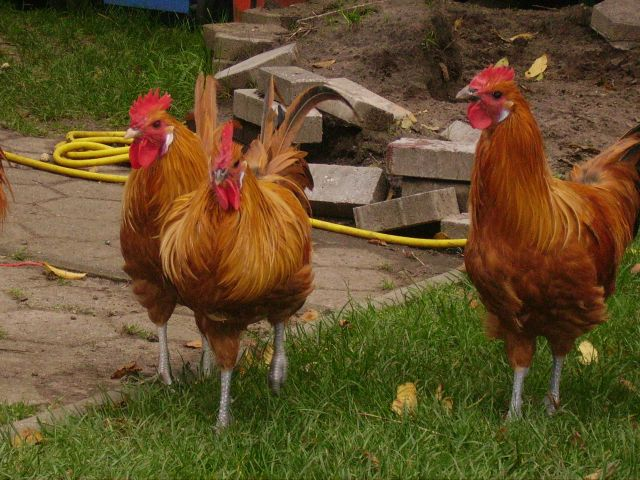
Ramelsloher Hähne
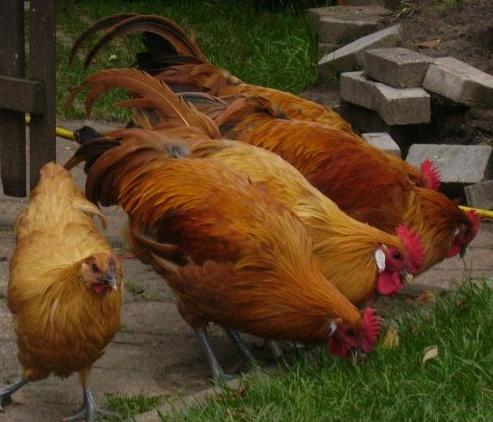
Gelbe Ramelsloher Hähne mit Henne
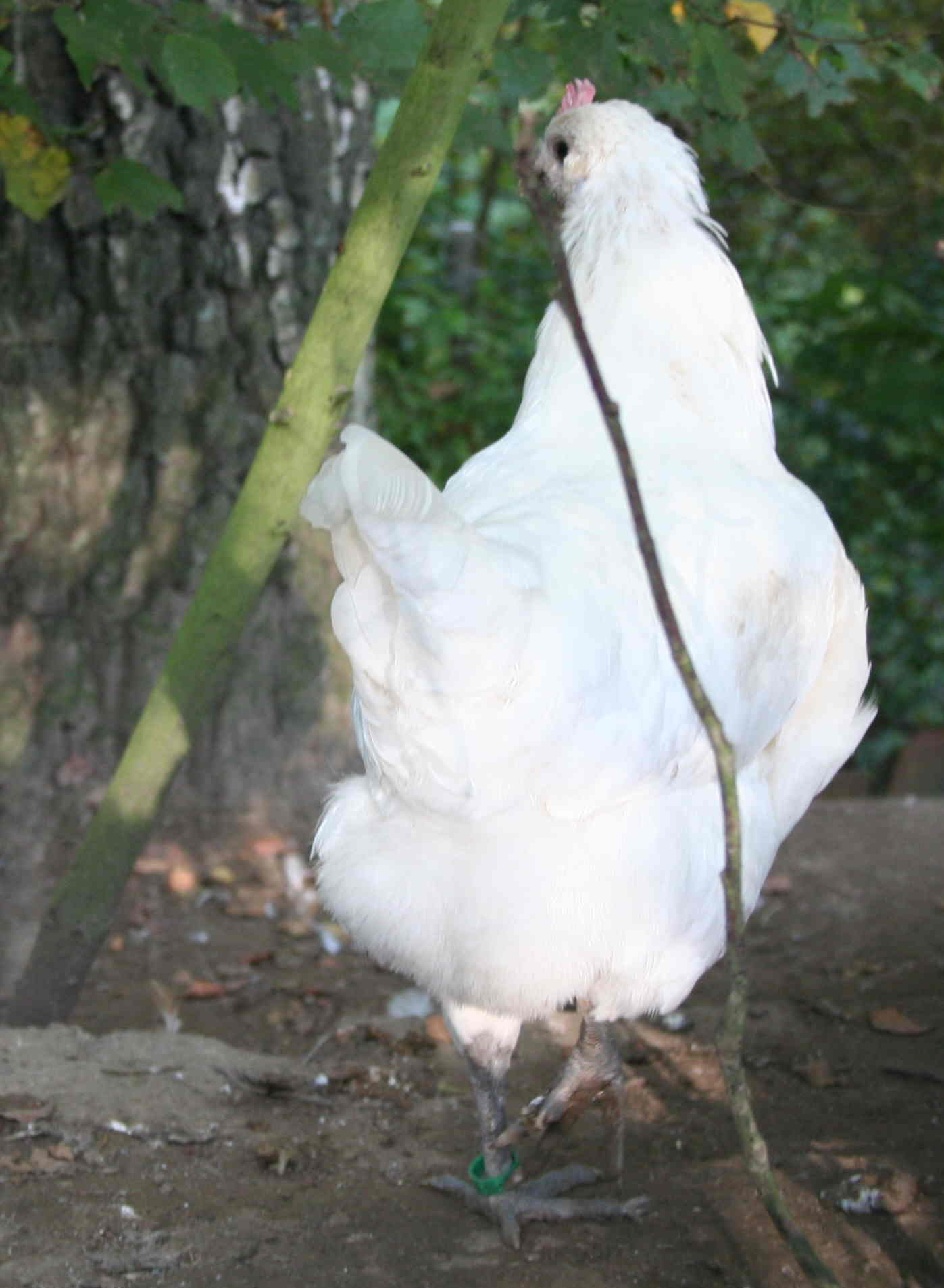
Weißes Ramelsloher Huhn
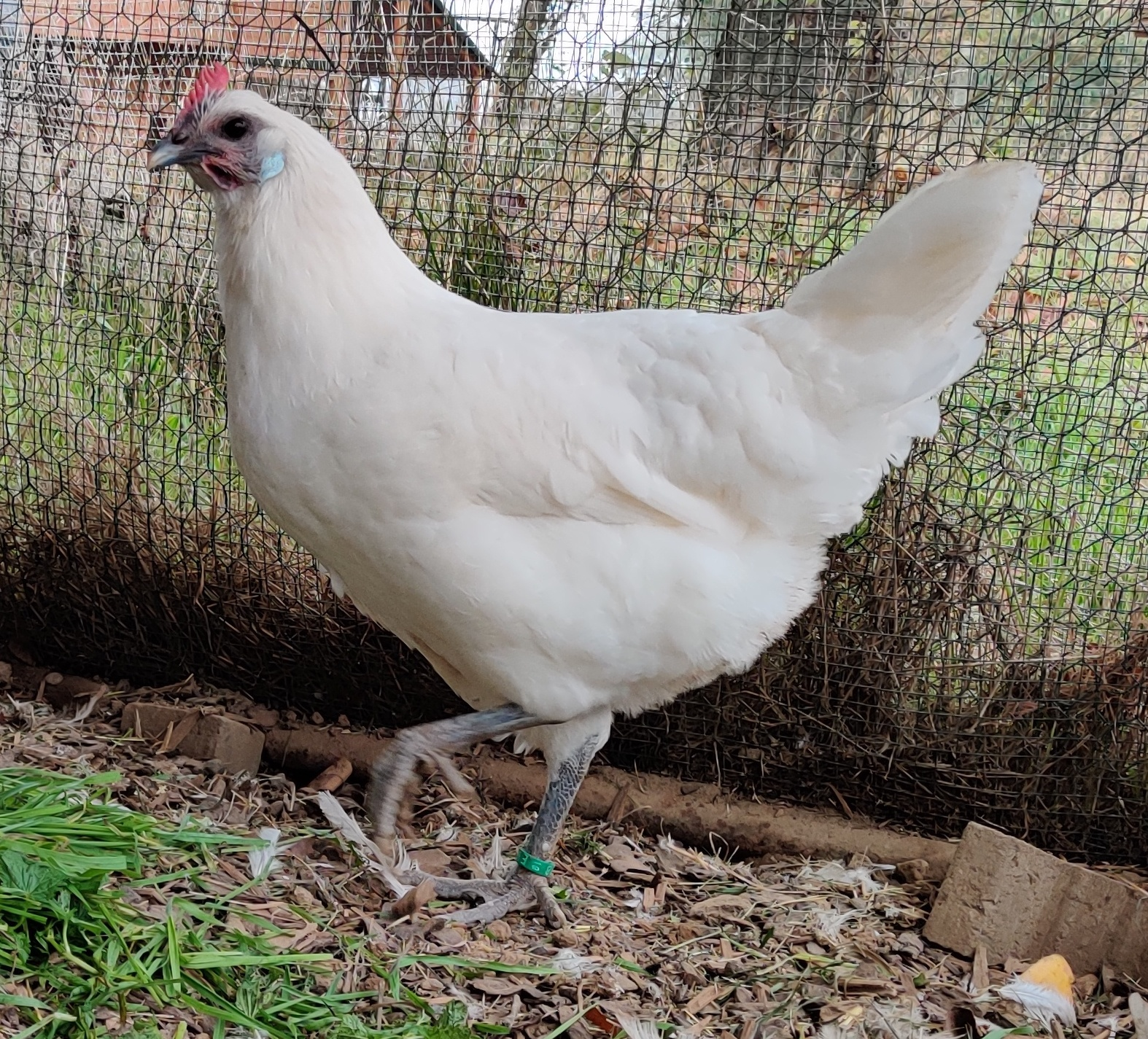
Ramelsloher Henne, weiß